# 0381

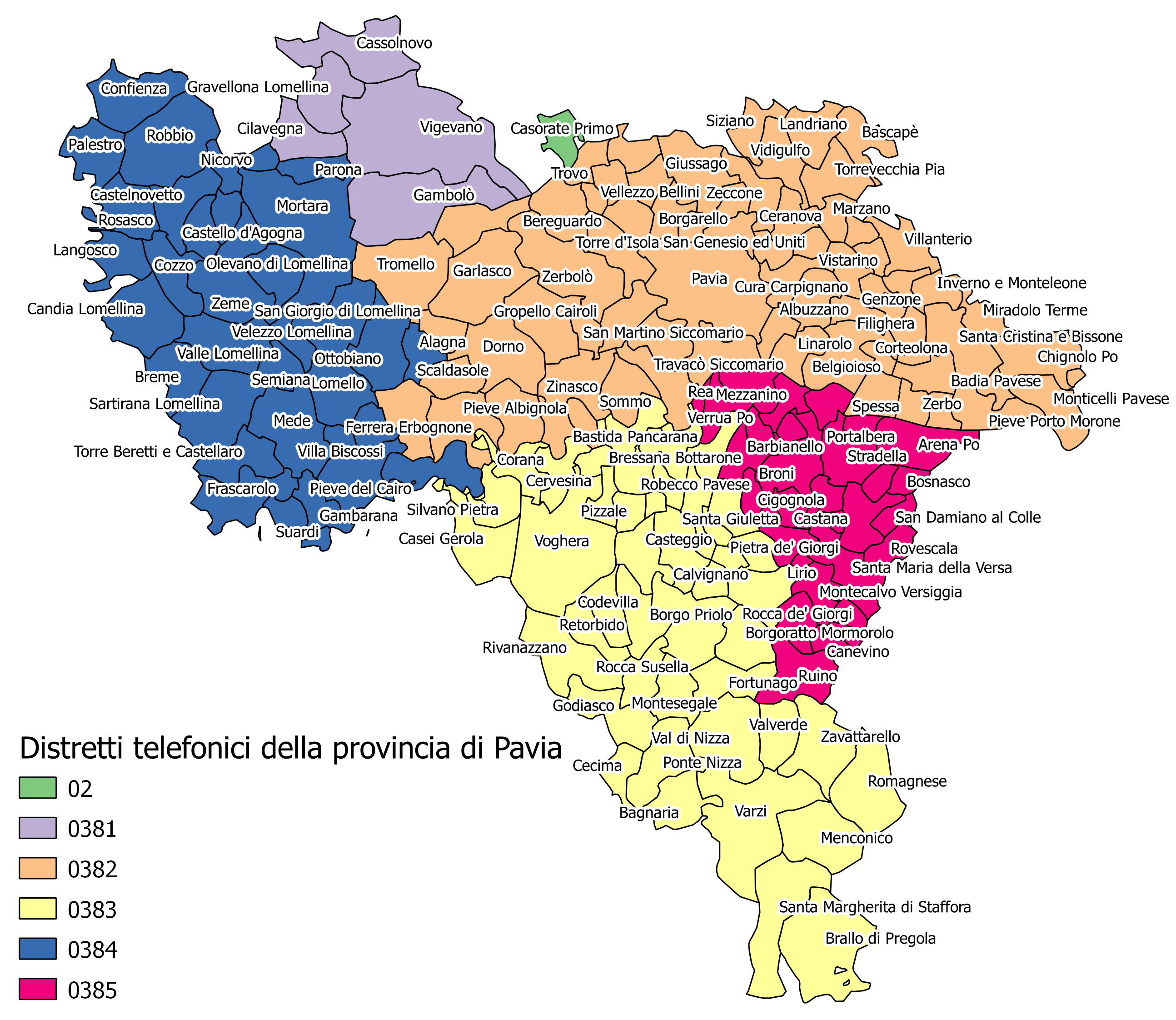
Mappa dei prefissi telefonici nella provincia di Pavia

0381 è il prefisso telefonico del distretto di Vigevano, appartenente al compartimento di Milano.
Il distretto comprende la parte settentrionale della provincia di Pavia. Confina con i distretti di Novara (0321) a nord, di Milano (02) a est, di Pavia (0382) a sud e di Mortara (0384) a ovest.

## Aree locali e comuni
Il distretto di Vigevano comprende 5 comuni compresi in 1 area locale: Cassolnovo, Cilavegna, Gambolò, Gravellona Lomellina e Vigevano .